# Империя волков
«Империя волков» (фр. L'Empire des loups) — французский триллер 2005 года режиссёра Криса Наона, экранизация романа Жана-Кристофа Гранже «Империя волков». Мировая премьера фильма состоялась 20 апреля 2005 года.

## Сюжет
Анна Геймс — молодая, привлекательная женщина, состоящая замужем за высокопоставленным чиновником Министерства внутренних дел Франции, мучается ночными кошмарами и провалами в памяти, порой она не узнает собственного мужа; в попытках разобраться в себе она начинает собственное расследование. 
Поль Нерто — капитан полиции, ведёт расследование жестокого убийства трёх молодых женщин турецкого происхождения. За помощью в раскрытии изощренных преступлений Поль обращается к более опытному коллеге — Жан-Луи Шифферу.
Две сюжетные линии соединятся в одну и приведут к шокирующей развязке. Анне Геймс удается узнать, что её память стерта, а на самом деле она наркокурьер-ренегат из подпольной турецкой организации Бозгурт, которая мечтает начать новую жизнь. За ней охотятся как французские спецслужбы, так и бывший товарищ-маньяк Азер. В результате, уже в Турции, она договаривается с Шиффером и убивает главаря своей организации. В финальной сцене Анна сражается с Азером, но тому удается одолеть её, на помощь ей приходят Шиффер и Нерто. Шиффер уничтожает идол, которому поклонялся Азер, а Нерто убивает турецкого боевика. Раненная Анна остается жива.

## В ролях
| Актёр          | Роль           |
| -------------- | -------------- |
| Жан Рено       | Жан-Луи Шиффер |
| Арли Ховер     | Анна Геймс     |
| Жослин Киврен  | Поль Нерто     |
| Лаура Моранте  | Матильда Урано |
| Филипп Бас     | Лоран          |
| Дидье Соверган | доктор Акерман |
| Вернон Добчефф | Кюдсейи        |

## Дополнительная информация
Роман, который лёг в основу фильма, во Франции издан тиражом свыше двух миллионов экземпляров.
Сюжет фильма отличается от сюжета романа. В романе Анна Геймз убивает Шиффера, но погибает от руки Азера, в самом конце романа Азера убивает психоаналитик Матильда. Также Поль Нерто гибнет при нападении Азера на дом пластического хирурга.
Во время действия романа Шиффер  не работал на спецслужбы, в отличие от фильма. В фильм  также не вошли история Азера и детектива Нерто.